# Pseudomys desertor
Il topo australiano del deserto (Pseudomys desertor  Troughton, 1932) è un roditore della famiglia dei Muridi endemico dell'Australia

## Descrizione
Roditore di piccole dimensioni, con la lunghezza della testa e del corpo tra 70 e 105 mm, la lunghezza della coda tra 70 e 105 mm, la lunghezza del piede tra 20 e 22 mm, la lunghezza delle orecchie tra 11,0 e 14 mm e un peso fino a 30 g.

La pelliccia è lunga, cosparsa di lunghi peli che danno un aspetto generale quasi spinoso. Le parti superiori sono marroni brillanti. Le orecchie sono proporzionalmente corte. Sono presenti degli anelli giallo-arancioni intorno agli occhi. Le parti ventrali sono grigie chiare. La coda è lunga come la testa e il corpo, marrone sopra e bianca sotto.
Il cariotipo è 2n=48 FN=54.

## Biologia

### Comportamento
È una specie parzialmente diurna e solitaria. Costruisce tane e cunicoli al suolo. L'abbondanza di individui varia notevolmente in presenza di precipitazioni. È molto comune dopo intense piogge.

### Alimentazione
Si nutre di parti vegetali e semi.

### Riproduzione
Si riproduce quando le condizioni ambientali sono favorevoli. Le femmine danno alla luce mediamente 3 piccoli alla volta dopo una gestazione di circa 27-28 giorni.

## Distribuzione e habitat
Questa specie è diffusa nella parte centrale del Continente Australiano: Australia Occidentale settentrionale e orientale, Territorio del Nord, Queensland sud-occidentale, Australia Meridionale settentrionale.
Vive in savane alberate, boscaglie, praterie in aree con precipitazioni medie tra 500–750 mm.

## Conservazione
La IUCN Red List, considerato il vasto areale, la presenza in diverse aree protette, la popolazione numerosa e sebbene sia evidente una fluttuazione del numero di individui e la presenza di minacce evidenti, classifica P.desertor come specie a rischio minimo (Least Concern).